# Alchemist
Alchemist je sedmé album norského producenta Savanta, a jeho čtvrté album pod touto přezdívkou. Bylo vydáno 12. prosince 2012. Se 22 skladbami a celkovou délkou 1:41:47 je to jeho nejdelší album.

## Seznam skladeb
| Pořadí         | Název                                  | Délka   |
| -------------- | -------------------------------------- | ------- |
| 1.             | Mother Earth                           | 5:14    |
| 2.             | Sky Is the Limit (feat. Donny Goines)  | 5:20    |
| 3.             | Sledgehammer                           | 3:53    |
| 4.             | Alchemist (feat. Gino Sydal)           | 4:36    |
| 5.             | Dancer in the Dark                     | 5:10    |
| 6.             | Hungry Eyes (feat. Qwentalis)          | 4:16    |
| 7.             | Sustainer                              | 9:00    |
| 8.             | Witchcraft                             | 3:23    |
| 9.             | Redemption                             | 5:02    |
| 10.            | Konami Kode (feat. Donny Goines)       | 3:45    |
| 11.            | Melody Circus                          | 3:26    |
| 12.            | Fat Cat Shuffle                        | 3:59    |
| 13.            | Bananonymous                           | 6:11    |
| 14.            | The Horror                             | 4:42    |
| 15.            | Manslaughter (feat. Svanur Papparazzi) | 5:26    |
| 16.            | Paradisco                              | 3:59    |
| 17.            | Black Magic                            | 3:45    |
| 18.            | Face Off                               | 3:29    |
| 19.            | Pirate Bay (feat. Twistex)             | 3:36    |
| 20.            | No Time for Pussy                      | 4:36    |
| 21.            | The Beginning Is Near                  | 4:16    |
| 22.            | Sayonara                               | 4:40    |
| Celková délka: | Celková délka:                         | 1:41:47 |